# Cantone di Nomeny
Il Cantone di Nomeny era una divisione amministrativa dell'arrondissement di Nancy.
È stato soppresso a seguito della riforma complessiva dei cantoni del 2014, che è entrata in vigore con le elezioni dipartimentali del 2015.
Comprendeva i comuni di:
- Abaucourt
- Armaucourt
- Arraye-et-Han
- Belleau
- Bey-sur-Seille
- Bratte
- Chenicourt
- Clémery
- Éply
- Faulx
- Jeandelaincourt
- Lanfroicourt
- Létricourt
- Leyr
- Mailly-sur-Seille
- Malleloy
- Moivrons
- Montenoy
- Nomeny
- Phlin
- Raucourt
- Rouves
- Sivry
- Thézey-Saint-Martin
- Villers-lès-Moivrons